# Liga Premier de las islas Mauricio
La Liga Premier de Islas Mauricio es la máxima división de fútbol de las Islas Mauricio, fue disputada por primera vez en 1935 y es organizada por la Asociación de Fútbol de Mauricio. La liga es profesional desde 2011.
El equipo campeón obtiene la clasificación a la Liga de Campeones de la CAF.

## Equipos temporada 2034-25

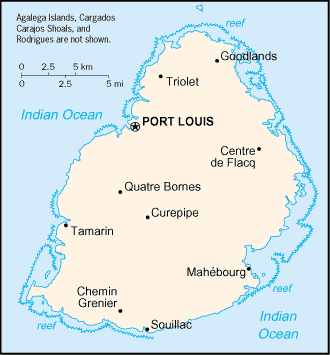
Mauricio.

- Cercle de Joachim SC
- GRSE Wanderers SC
- Pamplemousses SC
- AS Port-Louis 2000
- Chebel Citizens SC
- AS de Vacoas-Phoenix
- Petite Rivière Noire SC
- Pointe-aux-Sables Mates SC
- Entente Boulet Rouge SC
- La Cure Waves SC

## Palmarés
| Temporada | Campeón                                      | Subcampeón                                   |
| --------- | -------------------------------------------- | -------------------------------------------- |
| 1935      | Curepipe SC                                  |                                              |
| 1936      | Garrison SC                                  |                                              |
| 1937      | Garrison SC                                  |                                              |
| 1938      | FC Dodo                                      |                                              |
| 1939      | FC Dodo                                      |                                              |
| 1940      | Campeonato no disputado                      | Campeonato no disputado                      |
| 1941      | Campeonato no disputado                      | Campeonato no disputado                      |
| 1942      | Fire Brigade SC                              |                                              |
| 1943      | Campeonato no disputado                      | Campeonato no disputado                      |
| 1944      | FC Dodo                                      |                                              |
| 1945      | FC Dodo                                      |                                              |
| 1946      | FC Dodo                                      |                                              |
| 1947      | Collège St. Esprit                           |                                              |
| 1948      | FC Dodo                                      |                                              |
| 1949      | Faucon Flacq SC                              |                                              |
| 1950      | Fire Brigade SC                              |                                              |
| 1951      | FC Dodo                                      |                                              |
| 1952      | Campeonato no disputado                      | Campeonato no disputado                      |
| 1953      | FC Dodo                                      |                                              |
| 1954      | Faucon Flacq SC                              |                                              |
| 1955      | Faucon Flacq SC                              |                                              |
| 1956      | Campeonato no disputado                      | Campeonato no disputado                      |
| 1957      | FC Dodo & Faucon Flacq SC                    |                                              |
| 1958      | Faucon Flacq SC                              |                                              |
| 1959      | FC Dodo                                      |                                              |
| 1960      | Campeonato no disputado                      | Campeonato no disputado                      |
| 1961      | Fire Brigade SC                              |                                              |
| 1962      | Police Club                                  |                                              |
| 1963      | Racing Club                                  |                                              |
| 1964      | FC Dodo                                      |                                              |
| 1965      | Police Club                                  |                                              |
| 1966      | FC Dodo                                      |                                              |
| 1967      | Police Club                                  |                                              |
| 1968      | FC Dodo                                      |                                              |
| 1969      | Campeonato no disputado                      | Campeonato no disputado                      |
| 1970      | Campeonato no disputado                      | Campeonato no disputado                      |
| 1971      | Police Club                                  |                                              |
| 1972      | Police Club                                  |                                              |
| 1973      | Fire Brigade SC                              |                                              |
| 1974      | Fire Brigade SC                              |                                              |
| 1975      | Hindu Cadets                                 |                                              |
| 1976      | Muslim Scouts Club                           |                                              |
| 1976–77   | Hindu Cadets                                 |                                              |
| 1977–78   | Racing Club                                  |                                              |
| 1978–79   | Hindu Cadets                                 |                                              |
| 1979–80   | Fire Brigade SC                              |                                              |
| 1980–81   | Police Club                                  |                                              |
| 1981–82   | Police Club                                  |                                              |
| 1982–83   | Fire Brigade SC                              |                                              |
| 1983–84   | Fire Brigade SC                              |                                              |
| 1984–85   | Fire Brigade SC                              |                                              |
| 1985–86   | Cadets Club                                  |                                              |
| 1986–87   | Sunrise Flacq United SC                      |                                              |
| 1987–88   | Fire Brigade SC                              |                                              |
| 1988–89   | Sunrise Flacq United SC                      | Cadets Club                                  |
| 1989–90   | Sunrise Flacq United SC                      |                                              |
| 1990–91   | Sunrise Flacq United SC                      | Fire Brigade SC                              |
| 1991–92   | Sunrise Flacq United SC                      |                                              |
| 1992–93   | Fire Brigade SC                              | Sunrise Flacq United SC                      |
| 1993–94   | Fire Brigade SC                              |                                              |
| 1994–95   | Sunrise Flacq United SC                      | Fire Brigade SC                              |
| 1995–96   | Sunrise Flacq United SC                      | Fire Brigade SC                              |
| 1996–97   | Sunrise Flacq United SC                      | Fire Brigade SC                              |
| 1997–98   | Scouts Club                                  | Fire Brigade SC                              |
| 1998–99   | Fire Brigade SC                              | Scouts Club                                  |
| 2000      | Campeonato no disputado                      | Campeonato no disputado                      |
| 2001      | Olympique de Moka                            | AS Port-Louis 2000                           |
| 2002      | AS Port-Louis 2000                           | US Beau Bassin-Rose Hill                     |
| 2003      | AS Port-Louis 2000                           | Faucon Flacq SC & US Beau Bassin-Rose Hill   |
| 2003–04   | AS Port-Louis 2000                           | Pamplemousses SC                             |
| 2004–05   | AS Port-Louis 2000                           | Savanne SC                                   |
| 2005–06   | Pamplemousses SC                             | AS de Vacoas-Phoenix                         |
| 2006–07   | Curepipe Starlight SC                        | Pamplemousses SC                             |
| 2007–08   | Curepipe Starlight SC                        | Pamplemousses SC                             |
| 2008–09   | Curepipe Starlight SC                        | AS de Vacoas-Phoenix                         |
| 2010      | Pamplemousses SC                             | AS Port-Louis 2000                           |
| 2011      | AS Port-Louis 2000                           | AS de Vacoas-Phoenix                         |
| 2011–12   | Pamplemousses SC                             | AS Port-Louis 2000                           |
| 2012–13   | Curepipe Starlight SC                        | AS Port-Louis 2000                           |
| 2013–14   | Cercle de Joachim SC                         | Pamplemousses SC                             |
| 2014–15   | Cercle de Joachim SC                         | AS Port-Louis 2000                           |
| 2015–16   | AS Port-Louis 2000                           | Pamplemousses SC                             |
| 2016–17   | Pamplemousses SC                             | Petite Rivière Noire SC                      |
| 2017–18   | Pamplemousses SC                             | Bolton City Youth Club                       |
| 2018–19   | Pamplemousses SC                             | Bolton City Youth Club                       |
| 2019–20   | Abandonado debido a la pandemia del COVID-19 | Abandonado debido a la pandemia del COVID-19 |
| 2020–21   | Abandonado                                   | Abandonado                                   |
| 2021–22   | No disputado                                 | No disputado                                 |
| 2022–23   | GRSE Wanderers SC                            | Pamplemousses SC                             |
| 2023–24   | Cercle de Joachim SC                         | Pamplemousses SC                             |
| 2024–25   | Cercle de Joachim SC                         | La Cure Waves SC                             |

## Títulos por club
| Club                             | Ciudad                | Campeón | Años campeón                                                                 |
| -------------------------------- | --------------------- | ------- | ---------------------------------------------------------------------------- |
| Fire Brigade SC                  | Beau Bassin-Rose Hill | 13      | 1942, 1950, 1961, 1973, 1974, 1980, 1983, 1984, 1985, 1988, 1993, 1994, 1999 |
| FC Dodo                          | Curepipe              | 13      | 1938, 1939, 1944, 1945, 1946, 1948, 1951, 1953, 1957, 1959, 1964, 1966, 1968 |
| Sunrise Flacq United SC          | Flacq                 | 8       | 1987, 1989, 1990, 1991, 1992, 1995, 1996, 1997                               |
| Police Club                      | Port Louis            | 7       | 1962, 1965, 1967, 1971, 1972, 1981, 1982                                     |
| AS Port-Louis 2000               | Port Louis            | 6       | 2002, 2003, 2004, 2005, 2011, 2016                                           |
| Pamplemousses SC                 | Pamplemousses         | 6       | 2006, 2010, 2012, 2017, 2018, 2019                                           |
| Faucon Flacq SC                  | Flacq                 | 5       | 1949, 1954, 1955, 1957, 1958                                                 |
| Curepipe Starlight SC            | Curepipe              | 4       | 2007, 2008, 2009, 2013                                                       |
| Cadets Club (Hindu Cadets)       | Quatre Bornes         | 4       | 1975, 1977, 1979, 1986                                                       |
| Cercle de Joachim SC             | Curepipe              | 4       | 2014, 2015, 2024, 2025                                                       |
| Garrison SC                      |                       | 2       | 1936, 1937                                                                   |
| Racing Club                      | Quatre Bornes         | 2       | 1963, 1978                                                                   |
| Scouts Club (Muslim Scouts Club) | Port Louis            | 2       | 1976, 1998                                                                   |
| Collège St. Espirit              |                       | 1       | 1947                                                                         |
| Curepipe SC                      | Curepipe              | 1       | 1935                                                                         |
| Olympique de Moka                | Moka                  | 1       | 2001                                                                         |
| GRSE Wanderers SC                |                       | 1       | 2023                                                                         |

## Goleadores
| Año  |                       | Goleador/es          | Equipo/s              | Goles |
| 2003 | Bandera de Mauricio   | Kersley Appou        | AS Port-Louis 2000    | 11    |
| 2004 | Bandera de Mauricio   | Stéphan Praxis       | Pamplemousses SC      | 17    |
| 2005 | Bandera de Mauricio   | Stéphan Praxis       | Pamplemousses SC      | 12    |
| 2006 | Bandera de Mauricio   | Stéphan Praxis       | Pamplemousses SC      | 11    |
| 2007 | Bandera de Madagascar | Praxis Rabemananjara | Pamplemousses SC      | 19    |
| 2008 | Bandera de Mauricio   | Westley Marquette    | Curepipe Starlight SC | 14    |

## Clasificación histórica
- Clasificación histórica desde el profesionalismo de la Liga Premier de Mauricio en la temporada 2011-12, hasta finalizada la temporada 2020-21. Un total de 17 clubes han formado parte de la máxima categoría del fútbol de Mauricio.
- En color azul los equipos que disputan la Liga Premier 2022-23.
- En color verde los equipos que disputan la Primera División 2022-23.
- En color amarillo los equipos que disputan la Segunda División 2022-23.

| N.º | Club                    | Temp. | P.D. | P.G. | P.E. | P.P. | G.F. | G.C. | Dif. | Puntos |
| --- | ----------------------- | ----- | ---- | ---- | ---- | ---- | ---- | ---- | ---- | ------ |
| 1   | AS Port-Louis 2000      | 10    | 233  | 128  | 55   | 50   | 419  | 219  | +200 | 439    |
| 2   | Pamplemousses SC        | 10    | 232  | 113  | 48   | 61   | 439  | 272  | +167 | 417    |
| 3   | Petite Rivière Noire SC | 10    | 232  | 105  | 58   | 69   | 368  | 304  | +64  | 372    |
| 4   | Cercle Joachim SC       | 10    | 233  | 101  | 56   | 76   | 348  | 285  | +63  | 359    |
| 5   | Bolton City YC          | 7     | 143  | 63   | 38   | 42   | 197  | 177  | +20  | 227    |
| 6   | La Cure Sylvester SC    | 7     | 178  | 59   | 40   | 81   | 248  | 258  | -10  | 217    |
| 7   | AS Rivière du Rempart   | 7     | 180  | 56   | 45   | 80   | 250  | 317  | -67  | 210    |
| 8   | AS Quatre Bornes        | 5     | 153  | 54   | 43   | 56   | 154  | 184  | -30  | 204    |
| 9   | Curepipe Starlight SC   | 5     | 126  | 54   | 19   | 53   | 211  | 189  | +22  | 180    |
| 10  | Savanne SC              | 7     | 143  | 35   | 30   | 78   | 186  | 309  | -123 | 135    |
| 11  | AS Vacoas-Phoenix       | 6     | 97   | 30   | 30   | 37   | 119  | 134  | -15  | 120    |
| 12  | GRSE Wanderers SC       | 4     | 108  | 33   | 16   | 49   | 119  | 172  | -53  | 115    |
| 13  | Entente Boulet Rouge    | 6     | 125  | 27   | 26   | 72   | 202  | 304  | -102 | 107    |
| 14  | Chamarel FC             | 3     | 90   | 20   | 21   | 49   | 106  | 174  | -68  | 81     |
| 15  | Faucon Flacq SC         | 1     | 18   | 4    | 1    | 13   | 26   | 40   | -14  | 13     |
| 16  | Chebel Citizens SC      | 1     | 27   | 1    | 7    | 19   | 20   | 55   | -35  | 10     |
| 17  | Pointe aux Sables Mates | 1     | 18   | 2    | 3    | 13   | 11   | 31   | -20  | 9      |

## Estadios
| - Estadio Anjalay - Estadio Auguste Vollaire - Estadio Germain Comarmond - Estadio Guy Rozemont | - Estadio Harry Latour - Estadio New George V - Estadio Sir Gaëtan Duval |